# Myxine glutinosa
La missina (Myxine glutinosa Linnaeus, 1758) è un agnato appartenente alla famiglia Myxinidae.

## Distribuzione e habitat
M. glutinosa è diffusa nelle acque dell'Oceano Atlantico nord-orientale, con una distribuzione che va dal Mediterraneo occidentale, incluse le acque italiane, fino al Mare del Nord e alle coste più settentrionali della Norvegia. È stata ritrovata anche nell'Atlantico nord-occidentale, lungo le coste del Canada e degli Stati Uniti. 

Vive fino a 1200 metri di profondità, su fondali fangosi nei quali è solita seppellirsi lasciando fuoriuscire solo la testa.

## Descrizione
La missina presenta corpo anguilliforme, a sezione cilindrica, poco compresso ai fianchi, di colore variabile dal grigio brunastro al grigio rossastro. Un'unica piega cutanea percorre il corpo, sopra e sotto, a partire dalla parte posteriore del dorso, attorno alla coda, e lungo tutto il ventre. Lo scheletro è composto interamente di cartilagine. La missina non ha né scaglie, né occhi, né mascelle. La testa è affusolata e depressa, provvista di 6 barbigli, 4 intorno alla bocca e 2 ai due lati dell'unica narice. La bocca a forma di stella è in posizione ventrale, ed è provvista di una grossa lingua dotata di file di denti cornei. Ai lati della testa sono presenti 2 aperture branchiali, una per lato. Su entrambi i lati dell'addome è presente una fila di sacchi mucosi. 

Raggiunge una lunghezza massima di 80 cm, ma di solito la sua lunghezza è di 40 cm.

## Etologia
Se aggredita rilascia una gran quantità di muco viscido prodotto dalle sacche dell'addome.

## Alimentazione
Questa specie si nutre di pesci, vermi, gasteropodi, crostacei (Pandalus borealis) e anche di mammiferi e uccelli morti e caduti in acqua, che trova grazie all'olfatto molto sviluppato e all'interno dei quali si introduce attraverso qualsiasi apertura disponibile (generalmente la bocca o una ferita) per divorarne le carni dall'interno, lasciando intatte la pelle e le ossa.

## Predatori
È preda abituale di pesci gadiformi e di mammiferi marini come la focena.